# Paratophysis sericea
Paratophysis sericea är en skalbaggsart som först beskrevs av J. Linsley Gressitt och Yves Rondon 1970.  Paratophysis sericea ingår i släktet Paratophysis och familjen långhorningar.
Artens utbredningsområde är Laos. Inga underarter finns listade i Catalogue of Life.